# 博尼施托克山
46°46′36″N 8°16′59″E / 46.77667°N 8.28306°E

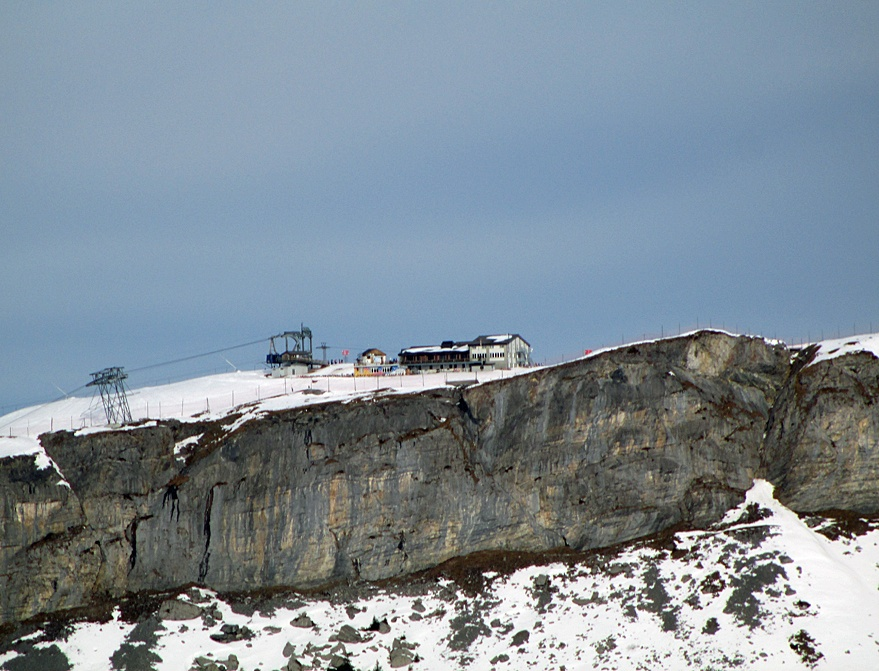

博尼施托克山（德語：Bonistock），是瑞士的山峰，位於該國中部，由上瓦爾登州負責管轄，屬於阿爾卑斯山的一部分，海拔高度2,168米，每年平均降雨量2,465毫米。